# Нечушкин, Василий Григорьевич
Василий Григорьевич Нечушкин (4 января 1920, село Чёрная Слобода, Тамбовская губерния — 18 декабря 1999, село Чёрная Слобода, Рязанская область) — советский военнослужащий, участник Великой Отечественной войны, полный кавалер ордена Славы, разведчик 314-й отдельной разведывательной роты старший сержант — на момент представления к награждению орденом Славы 1-й степени.

## Биография
Родился 4 января 1920 года в селе Чёрная Слобода Шацкого уезда Тамбовской губернии (ныне — Шацкий район Рязанской области). Окончил 4 класса. Трудился в совхозе «Вперед».
В сентябре 1940 года был призван в Красную Армию. Направлен в школу младших авиационных специалистов, но не смог освоить азбуку Морзе и был переведен в пехоту. В боях Великой Отечественной войны с декабря 1942 года.
Воевал на Кавказском, Центральном и 1-м Белорусском фронтах. К лету 1944 года воевал в 314-й отдельной разведывательной роте 260-й стрелковой дивизии.
Отличился во время наступательной Люблин-Брестской операции летом 1944 года. Перед началом операции разведчикам была поставлена задача уточнить расположение войск противника. Во время ночного рейда красноармеец Нечушкин взял в плен немецкого унтер-офицера. 27 июля, ведя разведку в нейтральной полосе на шоссе Калушин — Сточек в 50 км восточнее города Варшавы, пленил гитлеровца и захватил автомашину с горючим. Приказом от 8 августа 1944 года по частям 260-й стрелковой дивизии красноармеец Нечушкин Василий Григорьевич награждён орденом Славы 3-й степени.
В августе того же года Нечушкин в составе разведгруппы неоднократно форсировал реку Вислу и проводил операции в тылу врага. 18 августа 1944 года красноармеец Нечушкин, действуя в составе разведывательной группы, северо-восточнее населенного пункта Каролев пробрался в расположение противника. Бойцы окружили вражеский дзот, и Нечушкин лично взял в плен пулемётчика. Приказом 27 сентября 1944 года по войскам 47-й армии красноармеец Нечушкин Василий Григорьевич награждён орденом Славы 2 степени.
15 января 1945 года 47-я армия, участвуя в Варшавско-Познанской операции, начала наступление севернее Варшавы. Взвод разведчиков, в составе которого воевал Нечушкин, переправился с передовой стрелковой ротой через реку Вислу и захватил плацдарм на её западном берегу. В результате умелых действий разведчиков все огневые точки противника были обнаружены и уничтожены. Рота не только удержала плацдарм, но и расширила его.
25 января 1945 года старший сержант Нечушкин с разведывательной группой, преследуя противника, проник во вражеский тыл в районе населенного пункта Фридорф на подступах к городу Бромберг. Разведчики обнаружили вражеский обоз и внезапно атаковали его. Гранатами и огнём из автоматов бойцы истребили 13 противников, 2 взяли в плен. Нечушкин спас в бою раненого офицера.
Указом Президиума Верховного Совета СССР от 31 мая 1945 года за исключительное мужество, отвагу и бесстрашие, проявленные в боях с вражескими захватчиками старший сержант Нечушкин Василий Григорьевич награждён орденом Славы 1-й степени.
За годы войны был трижды ранен и один раз контужен. Войну закончил на реке Эльбе. После окончания войны продолжал службу в оккупационных войсках на территории Германии, был старшиной роты.
В марте 1946 года осуждён военным трибуналом 260-й стрелковой дивизии на шесть лет лишения свободы за непредумышленное убийство во время ссоры гражданина Германии. Указом Президиума Верховного Совета СССР от 4 июля 1949 года лишён наград.
После окончания срока заключения, в октябре 1951 года, вернулся в родное село. Работал в колхозе сеяльщиком, штурвальным на зерновом комбайне, помощником комбайнера на свекловичном комбайне. За честный добросовестный труд неоднократно награждался почётными грамотами, получал поощрения. В 1975 году восстановлен в правах на награды, накануне 30-летия Победы фронтовику были возвращены боевые ордена и медали. В 1989 году вышел на пенсию.
Жил в селе Чёрная Слобода. Скончался 18 декабря 1999 года. Похоронен на кладбище села Чёрная Слобода.
Награждён орденами Отечественной войны 1-й степени, Красной Звезды, Славы 1-й, 2-й и 3-й степеней, медалями, в том числе двумя медалями «За отвагу».

Бюст в Шацке

## Память
- В 2018 году в Шацке герою установлен бюст. [1]